# Friedrich-Fröbel-Museum

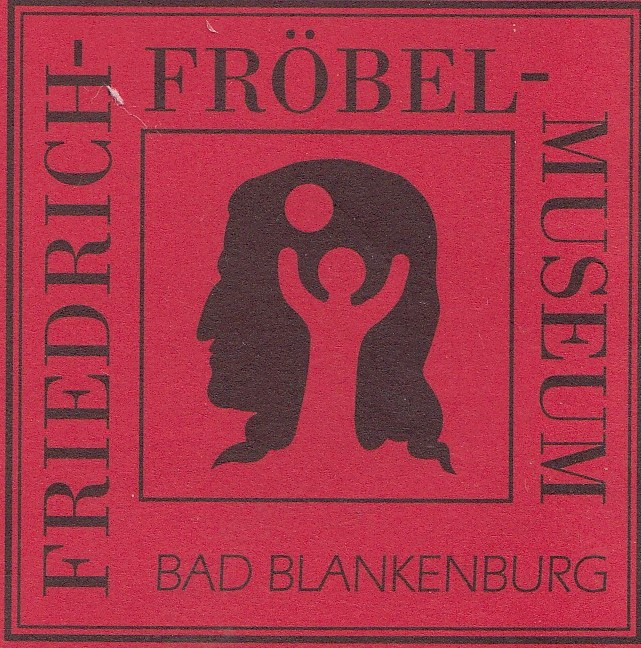
Logo des Museums

Friedrich-Fröbel-Museum ist seit 1982 in Bad Blankenburg in jenem Gebäude untergebracht, in dem der „Stifter“ des Kindergartens, Friedrich Fröbel, 1839/40 seine erste „Spiel- und Beschäftigungsanstalt“, seinen späteren Kindergarten eröffnete.

## Geschichte
Im August 1910 wurde in dem am 6. August 1908 in Blankenburg eingeweihten Fröbelhaus, in dem ein Kindergarten und eine Erholungsstätte für Kindergärtnerinnen untergebracht waren, ein Fröbel-Memorialraum eingerichtet. Die damaligen Sammlungsstücke von Eleonore Heerwart sowie Möbel, Schriften und Bücher aus dem Nachlass von Fröbels Witwe sind noch heute der Grundstock des Museums. 1945 wurde das Museum aus dem Fröbelhaus ausgegliedert und im Gebäude des Vereins Silentarium, Goetheweg 15, in drei Räumen untergebracht sowie der Erziehungswissenschaftlichen Abteilung der Universität Jena angegliedert. Die Räume wurden  wie folgt genutzt:
- Wohnzimmer mit Möbeln und Bildern aus dem Besitz der Familie Fröbel
- Ausstellungsraum mit Zeugnissen zum Leben Friedrich Fröbels
- Spielzimmer mit Spielgaben und Beschäftigungsmitteln Fröbels

)

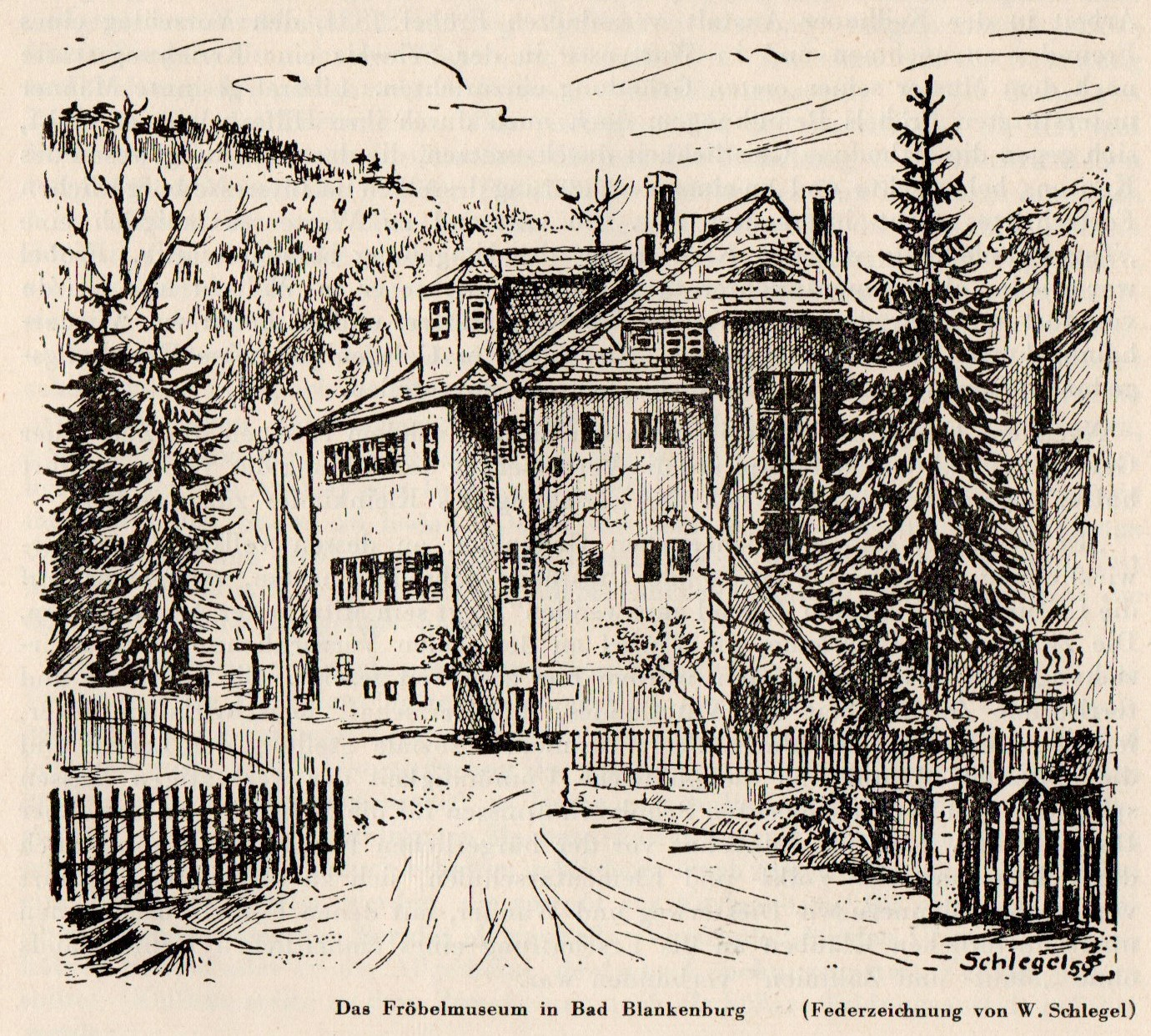
Ehemaliges Fröbel-Museum, Goetheweg 15 (archiviert im Ida-Seele-Archiv

Seit 1982, anlässlich des 200. Geburtstages Friedrich Fröbels, befindet sich das Friedrich-Fröbel-Museum im sogenannten Haus über dem Keller:

„Das museumsdidaktische Konzept des Hauses hebt darauf ab, den Lebensweg Fröbels, sein pädagogisches Programm im Kontext mit seiner Persönlichkeit darzustellen und die wirkungsgeschichtlichen Folgen der Fröbelpädagogik auf nationaler und internationaler Ebene bis zur Gegenwart zu diskutieren“

Der handschriftliche Nachlass des Museums umfasst:
- etwa 235 Briefe von Fröbel, über 40 von ihm verfasste Briefentwürfe und ca. 370 Notizzettel,
- etwa 1000 Briefe an Fröbel.

Das Museum verfügt über eine Bibliothek. Sie umfasst über 3000 Bände nationaler und internationaler Fröbel-Sekundärliteratur. Die Bibliothek beinhaltet beispielsweise die vollständigen Jahrgänge der Fachzeitschrift Kindergarten:

„Zu den wertvollsten Schätzen zählen das Druckmanuskript zur 'Menschenerziehung', der Entwurf und die Reinschrift der 'Einigenden Gedanken' von 1840... Arbeiten zur Fröbel'schen Erziehungslehre, zur Pädagogik und zum Schul- und Unterrichtswesen stehen im Mittelpunkt der Sammelkonzeption. Auch das umfangreiche Kleinschrifttum ist diesem Themenkreis verpflichtet. Von Fröbels eigenen Arbeiten sind Erstausgaben der 'Menschenerziehung' von 1826, die 'Mutter- und Koselieder' von 1844, die sechs Keilhauer Schriften', das 'Sonntagsblatt für Gleichgesinnte' von 1838 und 1840, die 'Wochenschrift' von 1850, die 'Zeitschrift für Friedrich Fröbels Bestrebungen' von 1851 sowie Anleitungen zum Gebrauch der Spielgaben zu nennen.“

Zwei weitere besonders hervorzuhebende Raritäten des Museums sind die ausgeführte dritte Gabe und der sogenannte Körperkasten.
Zum Angebot der Einrichtung gehören Führungen sowie die Demonstration (für Kinder und Erwachsene) der Fröbelschen Spiel- und Beschäftigungsgaben im Kindergartenzimmer des Museums. Ferner ist das Museum eine Forschungsstätte für Wissenschaftler, die über Friedrich Fröbel, seine Epigonen/Epigoninnen und den Kindergarten arbeiten. Diesbezüglich wurden auch Symposien, Tagungen und Vorträge durchgeführt. Die erste gesamtdeutsche Veranstaltung erfolgte im Juni 1990 anlässlich des 150. Geburtstages des Allgemeinen Deutschen Kindergartens. Des Weiteren publiziert das Museum kleinere Faltblätter (z. B. Faltanleitung für den Fröbelstern), sowie seit 1999 eigene Schriften:
- Anfänge des Kindergartens. Band 1, 1999.
- Anfänge des Kindergartens. Band 2, 2000.
- Sind Kinder kleine Majestäten?, 2001.
- Bildungsort Kindergarten, 2002.
- Der authentische Fröbel, 2004.
- Fröbels Erbe. „Kommt, lasst uns unsern Kindern leben!“, 2009.
- Kindergarten, 2004, 2. Aufl. 2013.
- Fröbels Kindergarten. Ein Zukunftsmodell aus der Vergangenheit, 2015.

Zu kritisieren ist, dass das Museum die Zeit der DDR kaum dokumentiert, bzw. Relikte aus dieser Zeitepoche entfernt hat.

## Galerie

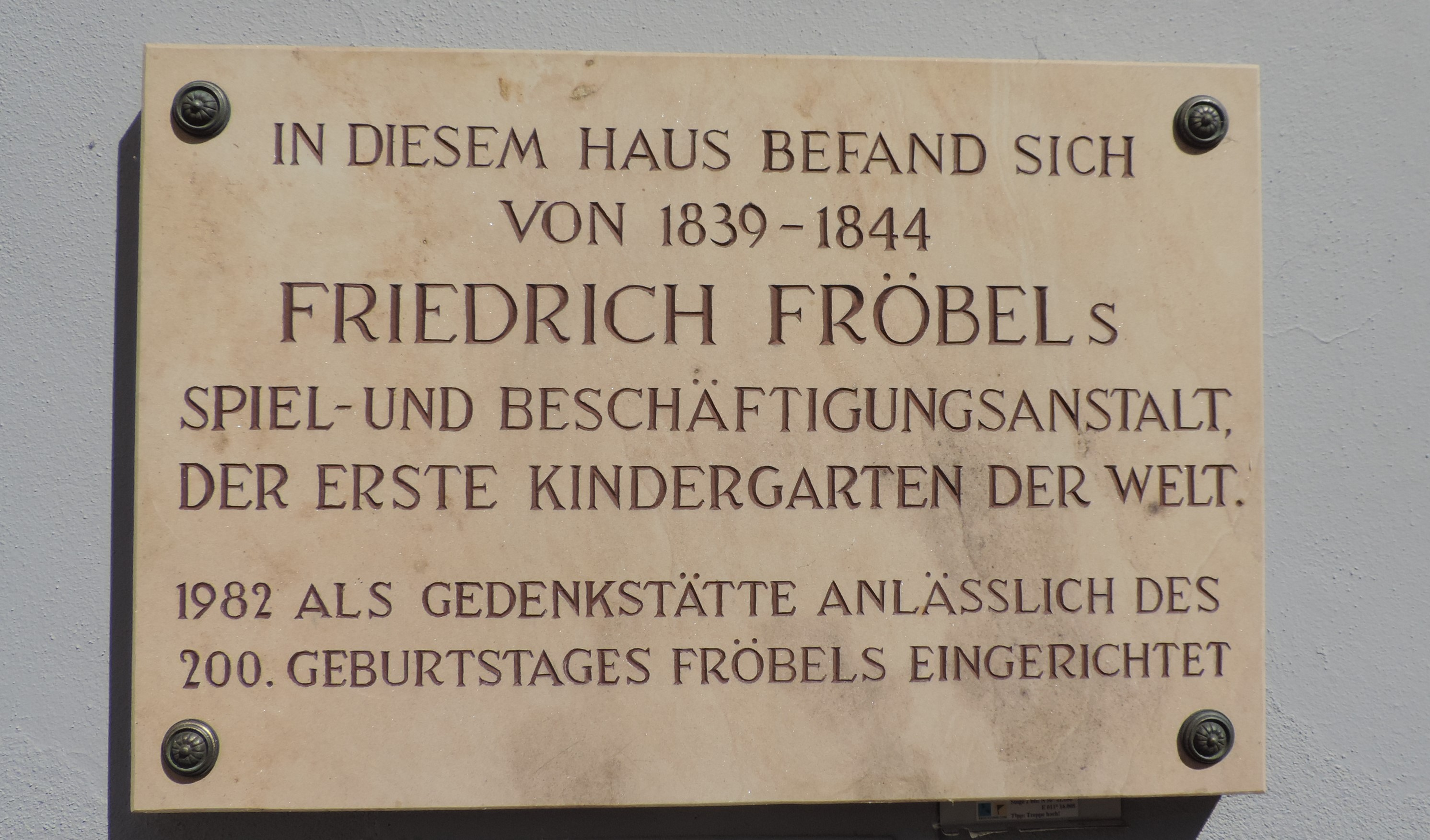
Hinweistafel am Aufgang zum Museum
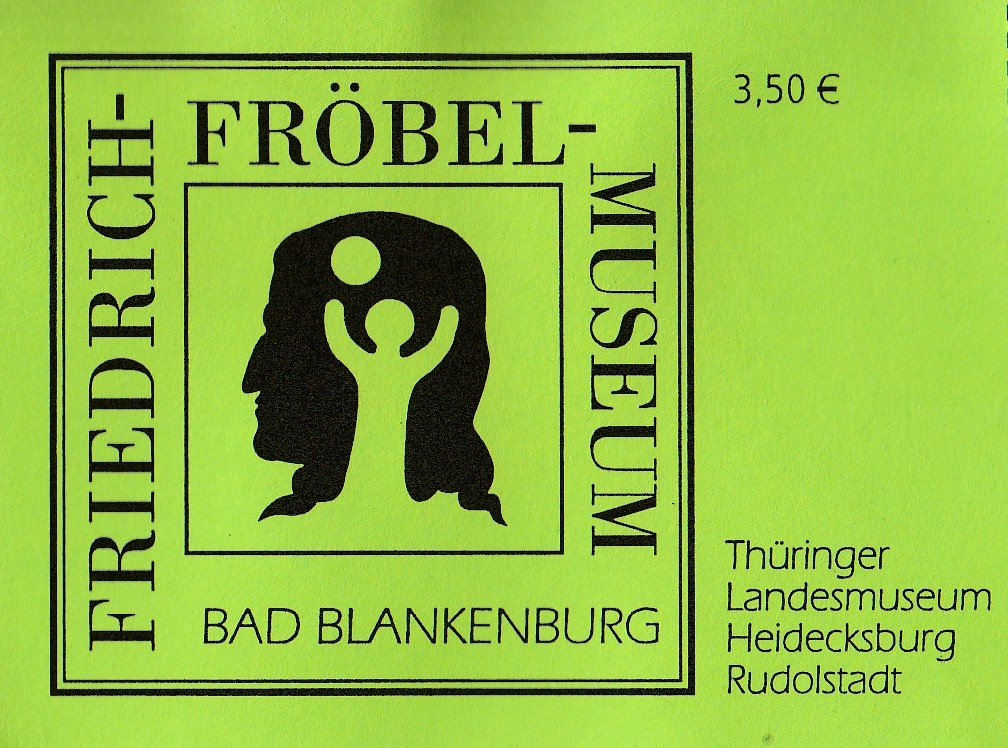
Logo auf Eintrittskarte (archiviert im Ida-Seele-Archiv)
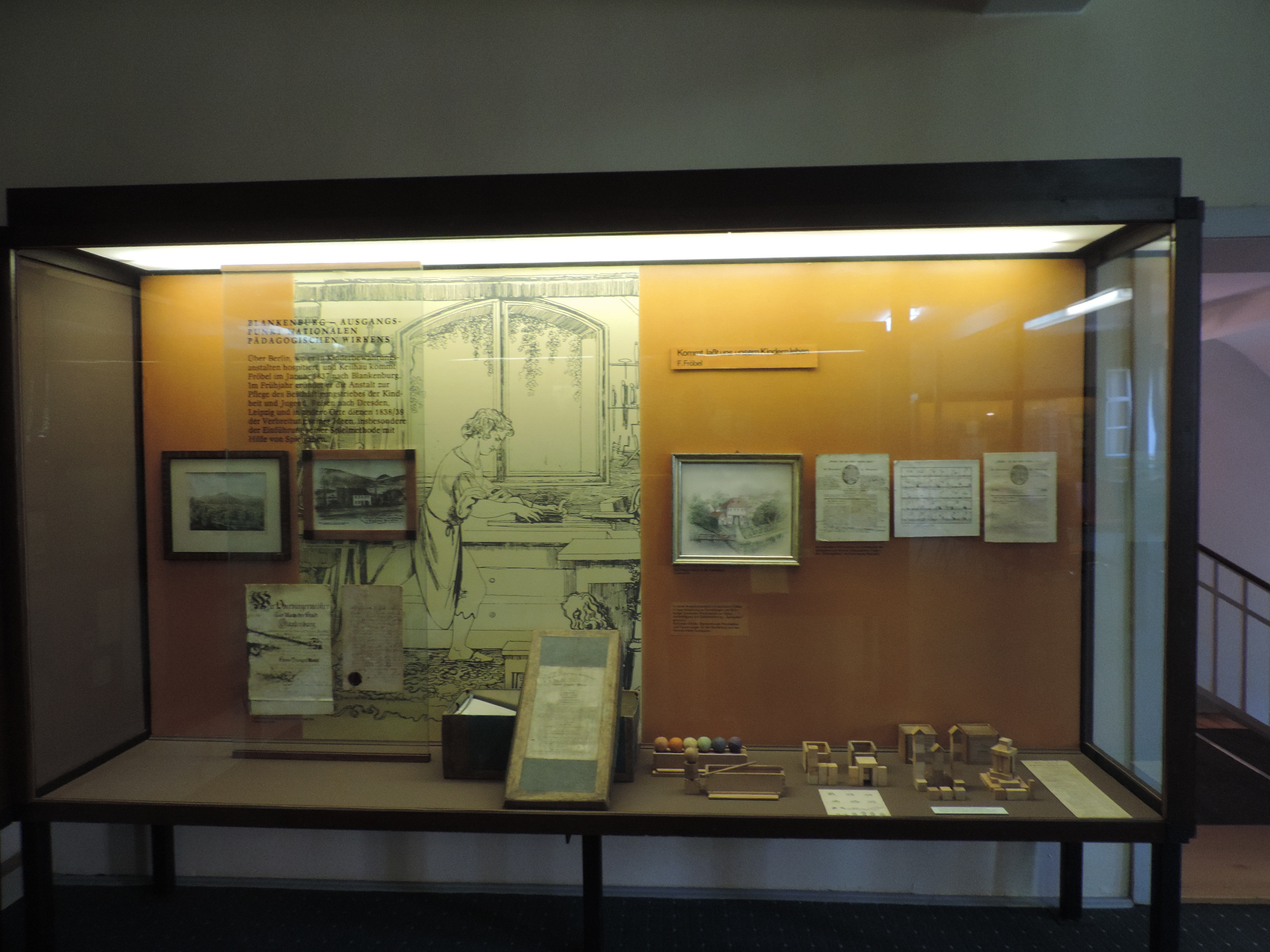
Schauvitrine im Friedrich Fröbel Museum
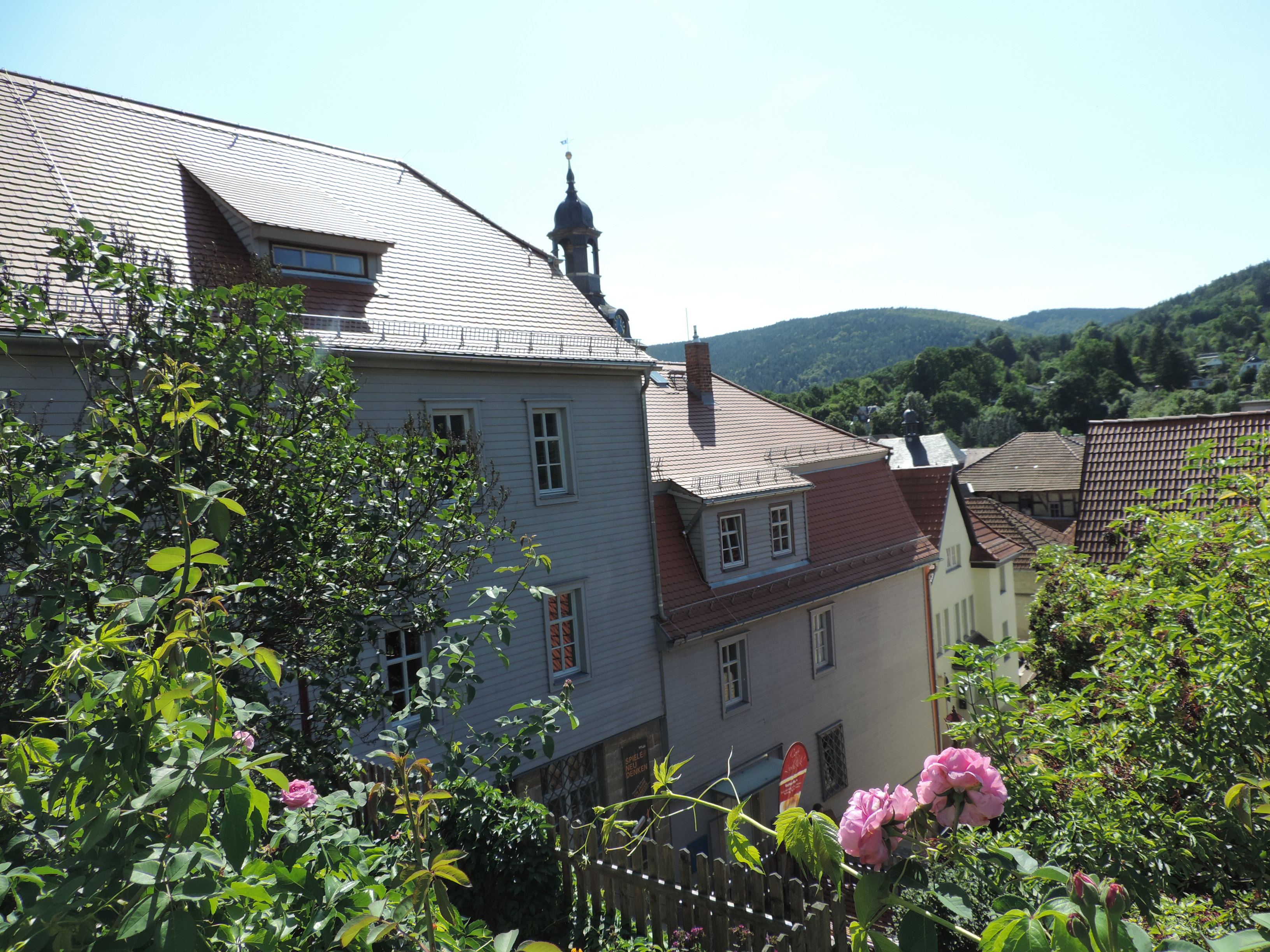
Friedrich Fröbel Museum von der Esplanade aus
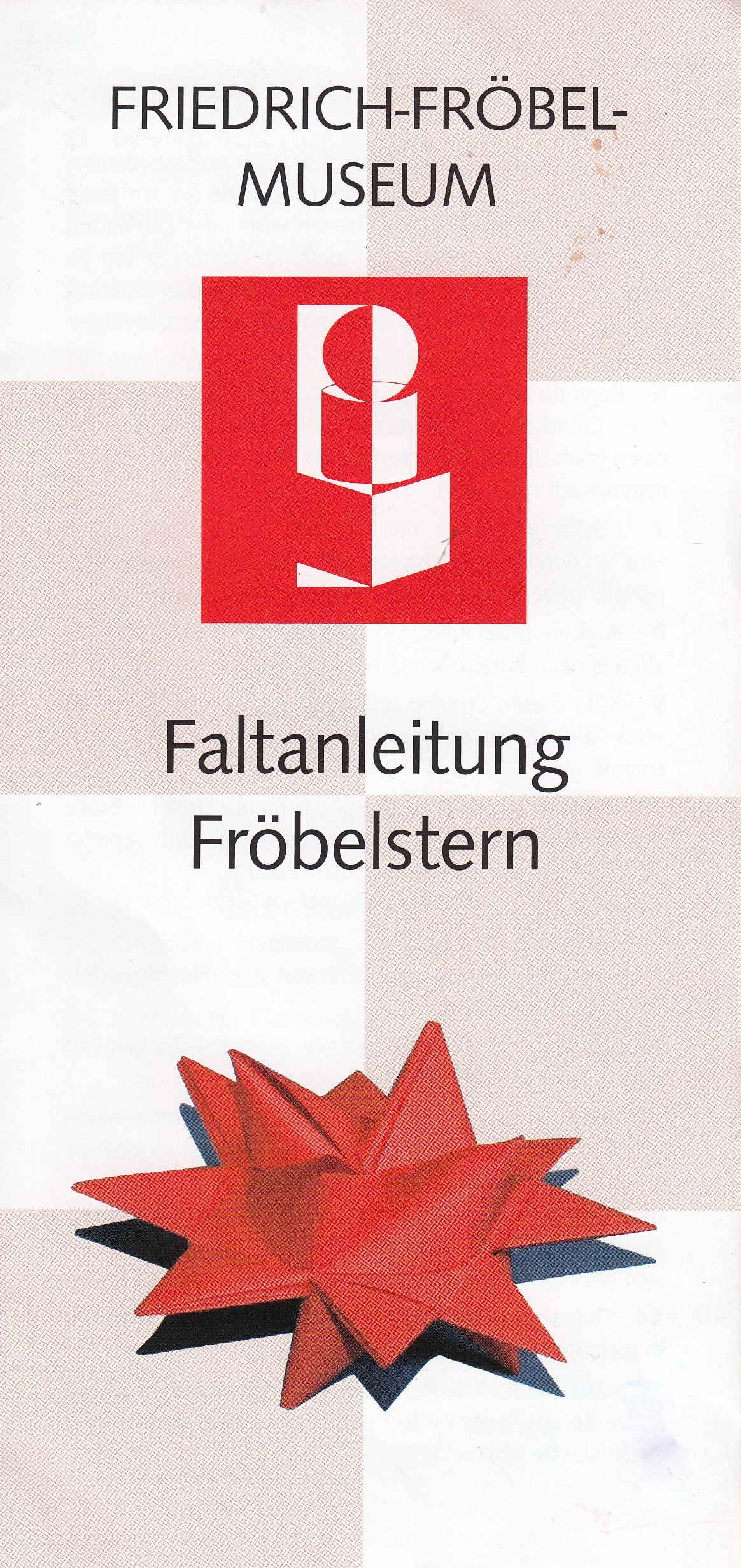
Faltblatt Fröbelstern mit weiterem Logo des Museums
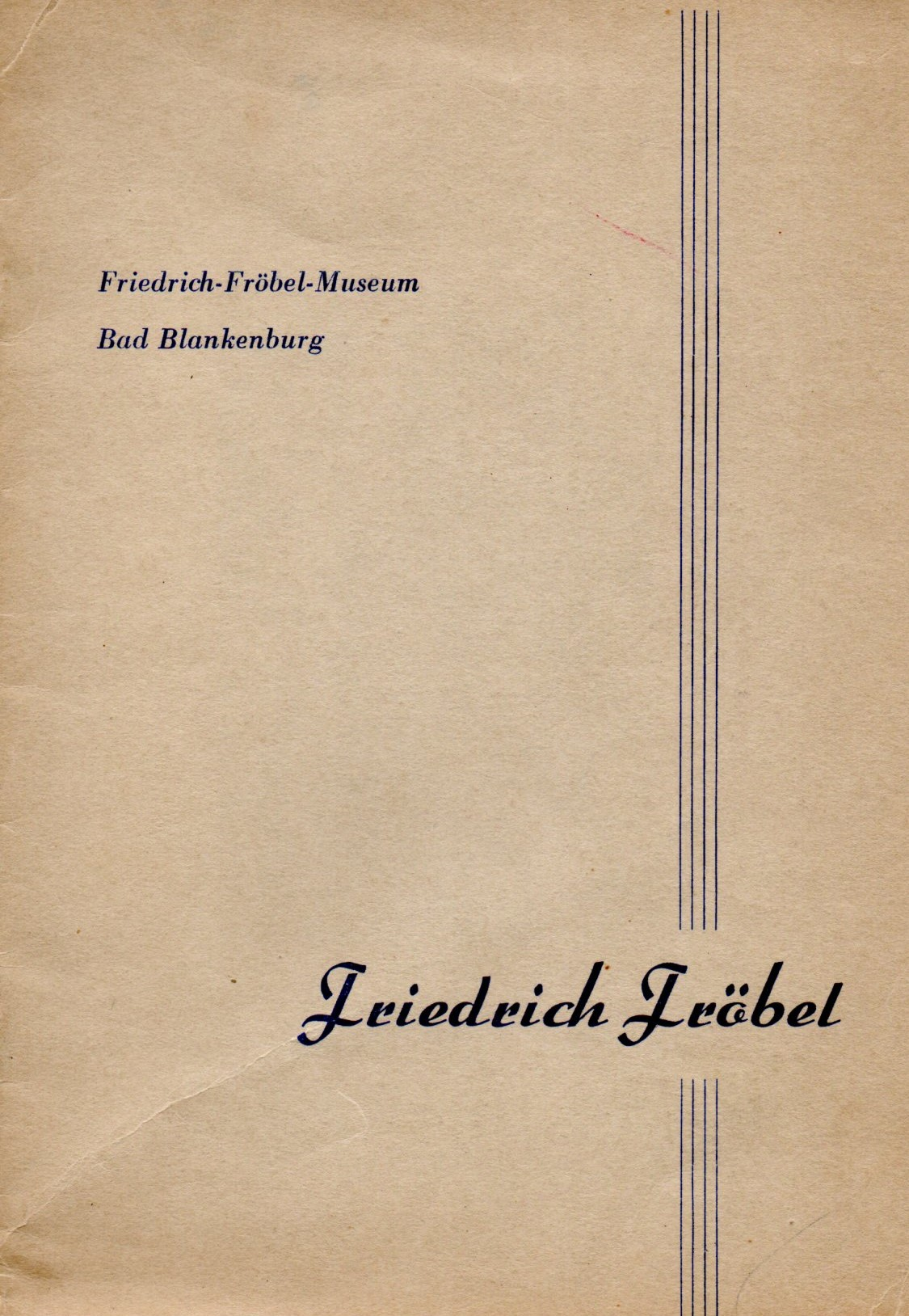
Broschüre des Museums ca. 1950 (archiviert im Ida-Seele-Archiv)
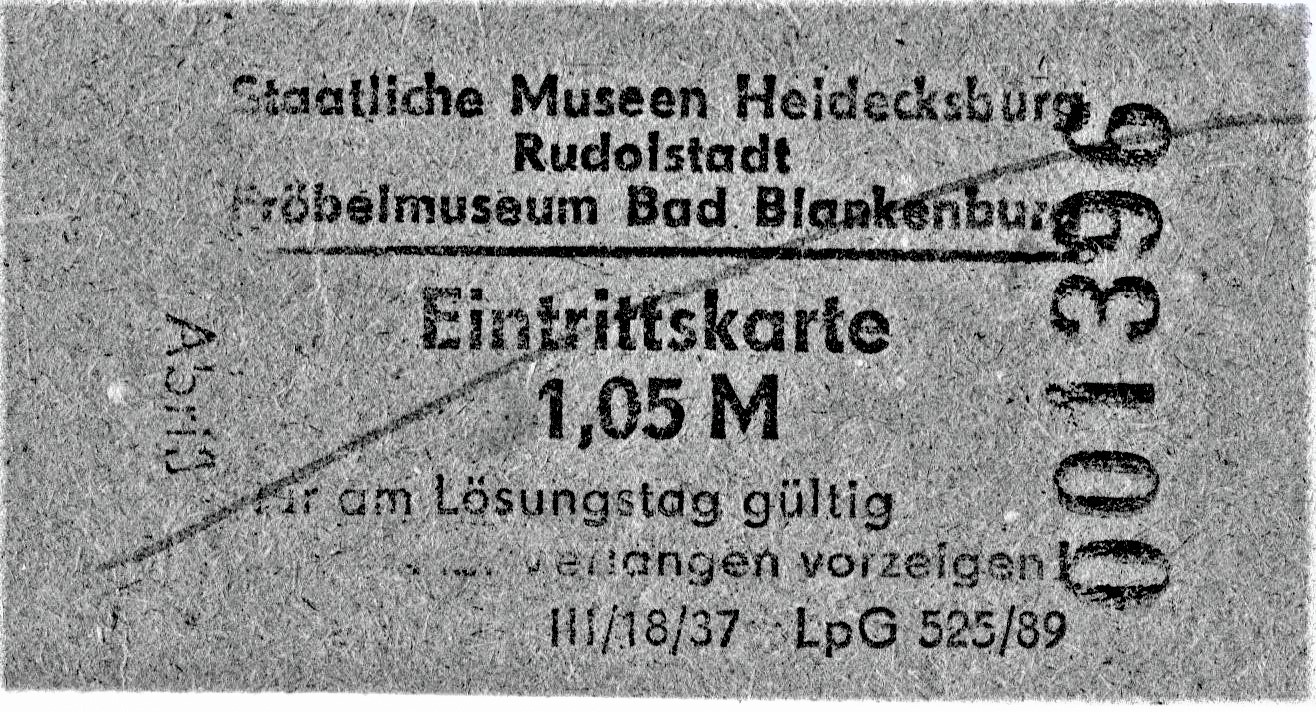
Eintrittskarte um 1970 (archiviert im Ida-Seele-Archiv)